# NGC 3689
NGC 3689 (również PGC 35294 lub UGC 6467) – galaktyka spiralna z poprzeczką (SBc), znajdująca się w gwiazdozbiorze Lwa. Odkrył ją William Herschel 6 kwietnia 1785 roku.